# Wikipédia en turc
Wikipédia en turc (en turc : Türkçe Vikipedi) est l’édition de Wikipédia en turc, langue oghouze (langue turcique) parlée en Turquie et dans la diaspora turque. L'édition est lancée le 5 décembre 2002. Son code est : tr.
Au 21 mars 2025, l'édition en turc contient 631 221 articles et compte 1 650 068 contributeurs, dont 2 505 contributeurs actifs et 23 administrateurs.

## Présentation

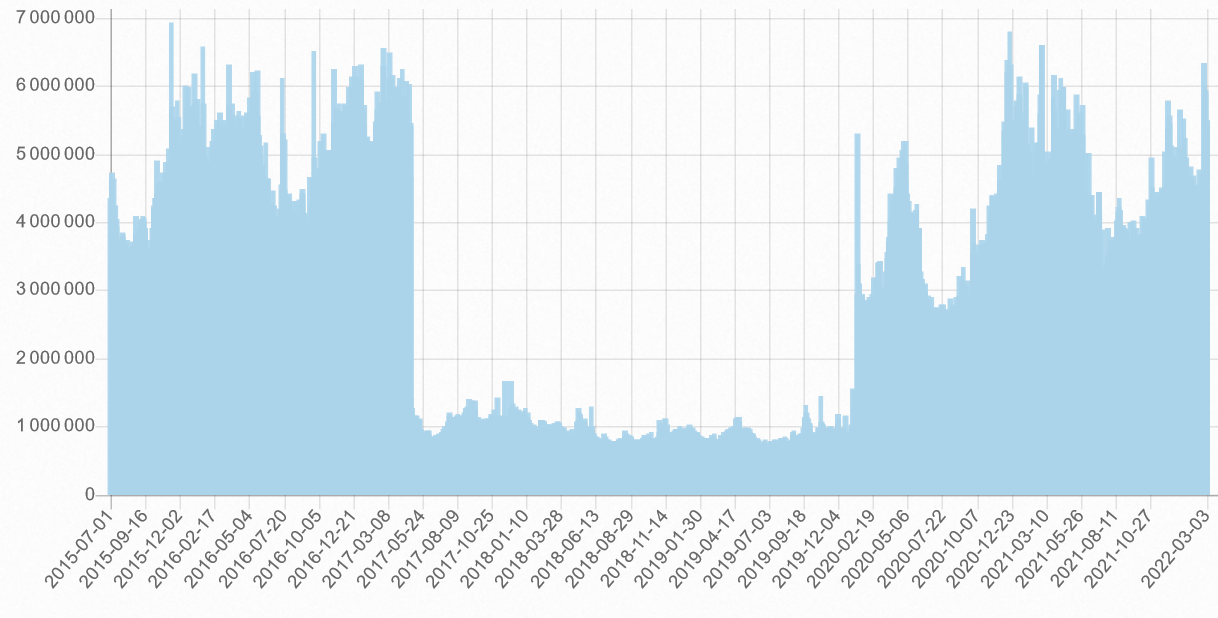
Consultation de la Wikipédia en turc.

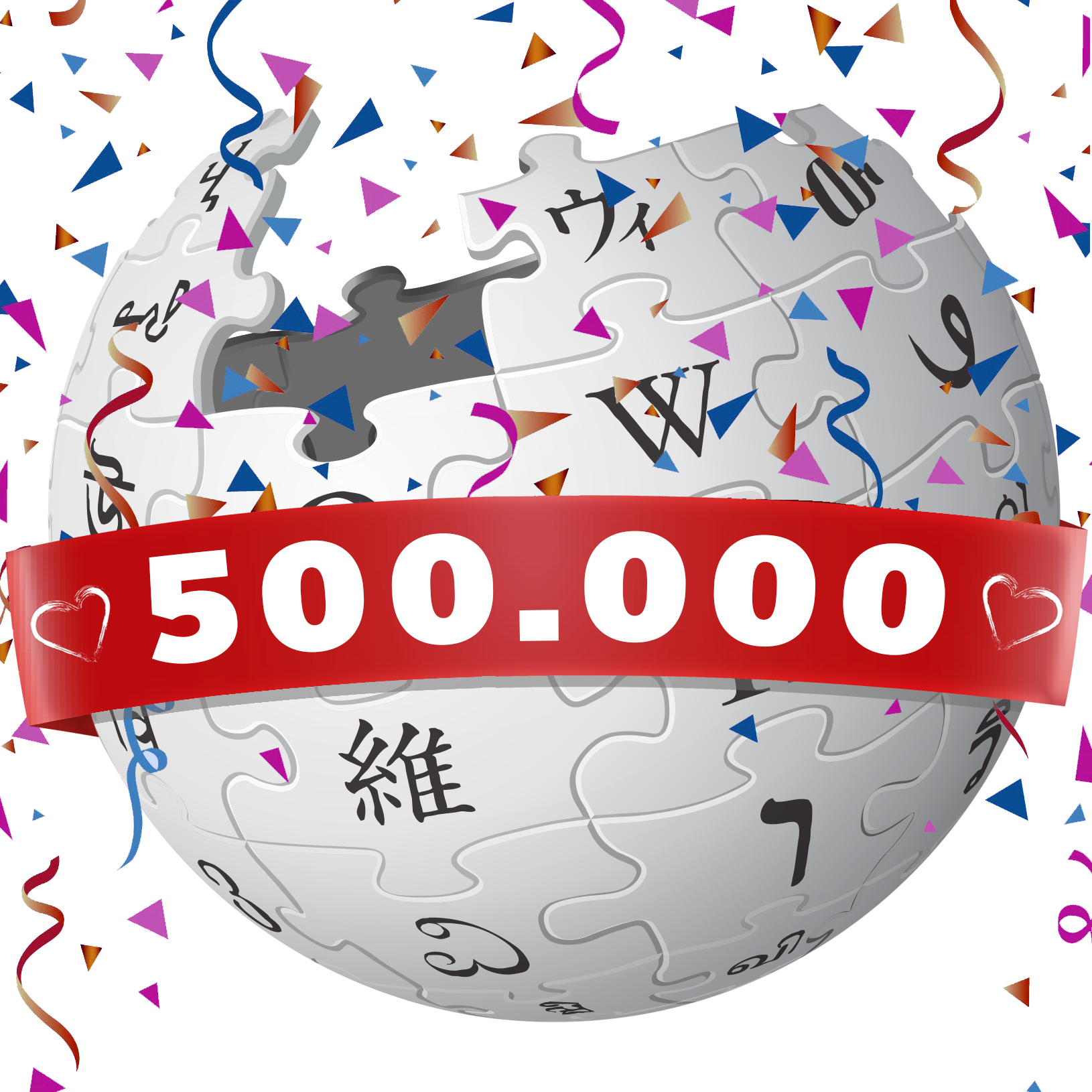
Au passage des 500000 articles.

L'alphabet turc ne contenant pas la lettre "W", le nom diverge du nom connu à l'international.
En novembre 2006, la Wikipédia en turc est primée dans la catégorie « Science » du Altın Örümcek Web Ödülleri (« Prix de la toile d'araignée d'or »), qui récompense les sites Web en Turquie. En janvier 2007, ces mêmes oscars lui décernent le label du « meilleur contenu ». Cette récompense est donnée lors d'une cérémonie le 25 janvier 2007 à l'Université technique d'Istanbul[réf. nécessaire].
En 2017, dans le contexte des purges suivant la tentative de coup d'État de 2016 en Turquie, l'édition en turc et toutes les autres versions linguistiques sont bloquées sur le territoire national en vertu de la loi no 5651. Ce n'est que le 15 janvier 2020 que le blocage est levé.

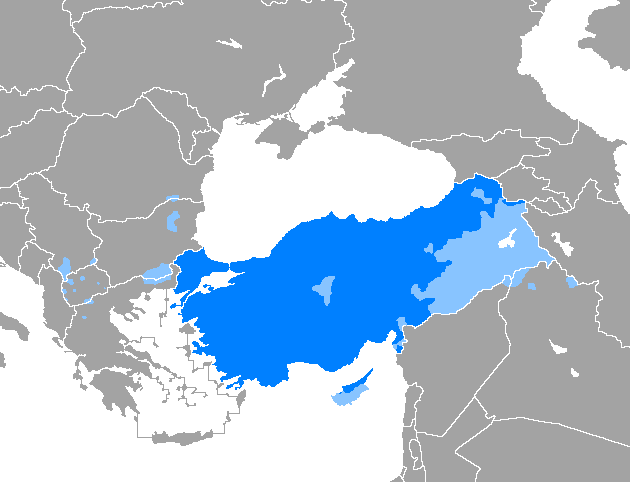
Aire de diffusion du turc.
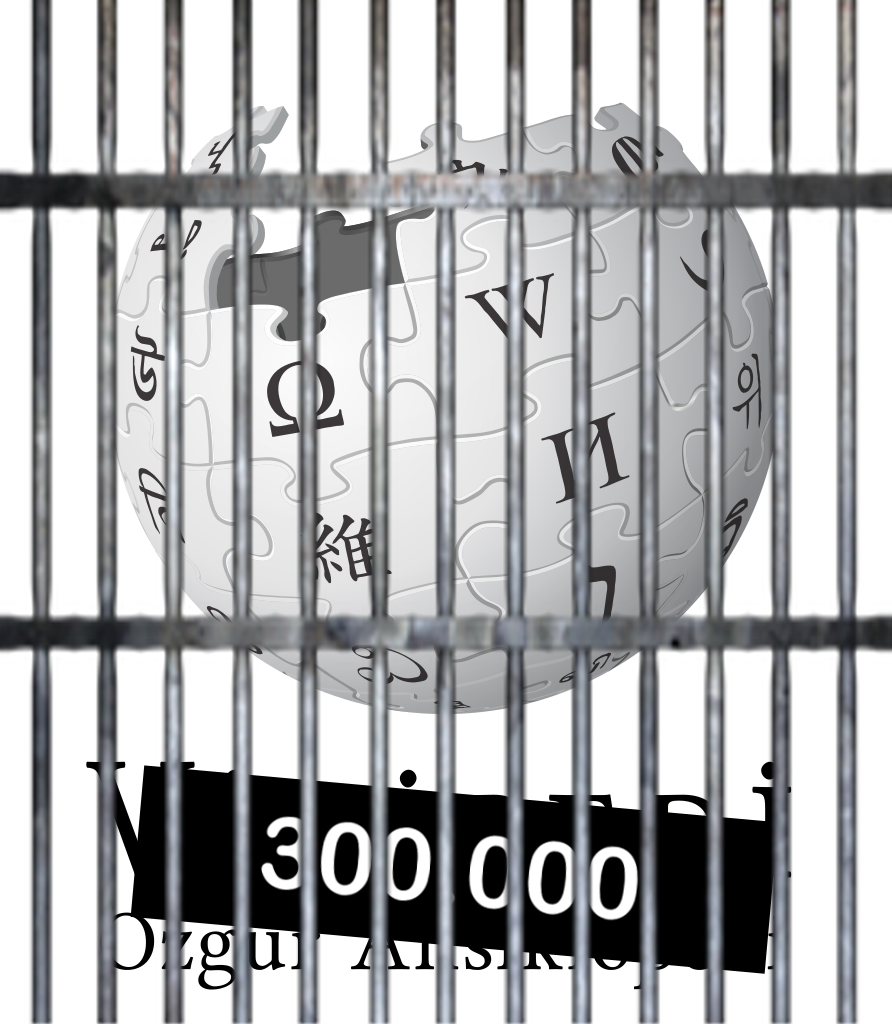
Blocage de l'édition en 2017.

## Chronologie et statistiques
- 2002 : en décembre, l'édition de Wikipédia en turc est lancée.
- 2004 : en janvier, 100 articles créés, en juillet, elle atteint les 1 000 articles créés.
- 2005 : à partir d'avril, le nombre d'utilisateurs est en pleine croissance. Les 10 000 articles sont atteints en novembre.
- 2006 : le 12 mars, elle atteint les 18 500 articles et 14 000 utilisateurs.
- 2007 : le 18 mars, elle atteint les 54 923 articles et 74 114 utilisateurs. Le 9 mai, on atteint les 78 252 articles et 86 947 utilisateurs. Le 16 juillet, elle atteint les 85 923 articles et 97 114 utilisateurs. Le 19 novembre, 95 245 articles et 118 881 utilisateurs sont atteints.
- 2008 : le 4 janvier, elle atteint les 97 700 articles et 127 000 utilisateurs. Le 3 février elle atteint 100 000 articles. Le 29 avril, la barre des 105 000 articles et des 150 000 utilisateurs est franchie. Le 18 novembre, on frôle les 120 000 articles et 186 639 utilisateurs sont enregistrés. La Wikipédia en turc a enregistré plus de 4 712 173 modifications.
- 2017 : dans le contexte des purges suivant la tentative de coup d'État de 2016 en Turquie, Wikipédia en turc et toutes les autres versions linguistiques sont bloqués sur le territoire turc.
- 2020 : le 15 janvier, le blocage de Wikipédia est levé en Turquie.
- 2021 : le 1er mai, elle compte 400 336 articles et 1 294 237 utilisateurs, dont 3 467 actifs les 30 derniers jours[2], ce qui en fait la 26e version de Wikipédia en nombre d'articles[3].
- 2022 : le 6 novembre, l'édition contient 527 895 articles et compte 1 440 803 contributeurs, dont 2 972 contributeurs actifs et 24 administrateurs.
- 2024 : le 10 août, elle contient 617 852 articles et compte 1 604 165 contributeurs, dont 2 627 contributeurs actifs et 20 administrateurs.